# Juve the Great
Juve the Great è il sesto album in studio del rapper statunitense Juvenile, pubblicato nel 2003.

## Tracce
1. Intro – 1:21
2. In My Life (featuring Mannie Fresh) – 5:44
3. Enemy Turf – 4:04
4. Outside (Skit) – 1:22
5. Bounce Back (featuring Baby) – 4:13
6. Down South Posted (featuring UTP) – 4:35
7. It Ain't Mines (featuring Kango Slim) – 4:21
8. Numb Numb – 5:06
9. Lil' Daddy (featuring Baby) – 4:10
10. Fuckin' With Me (featuring Skip & Wacko) – 4:00
11. Cock It – 3:52
12. Club (Skit) – 1:40
13. Juve The Great – 3:28
14. Head In Advance – 4:01
15. For Everybody (featuring Wacko & Skip) – 4:38
16. At The Door (Skit) – 1:07
17. Slow Motion (featuring Soulja Slim) – 4:08